# Sverige under mellankrigstiden
Sverige under mellankrigstiden behandlar Sveriges historia under mellankrigstiden, åren 1918 till 1939. Det var under denna tid som Sverige fick allmän och lika rösträtt, och drabbas av den stora depressionen på 1930-talet. Den svenska arbetarrörelsen når framgångar med socialdemokratisk regering och Saltsjöbadsavtalet.

## Författningsrevision

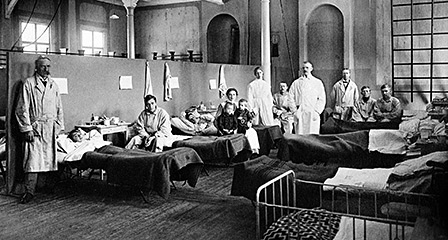
Efter Första världskriget spred sig spanska sjukan över hela världen. 38 000 avled i Sverige. Det provisoriska "Spanska sjukhuset" i Östersund 1918.

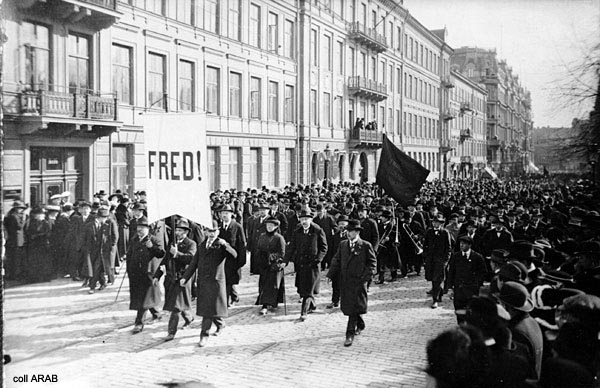
1:a majtåg i Stockholm 1917. Arbetarrörelsen och socialdemokraterna driver på för genomförandet av politiska och sociala reformer.

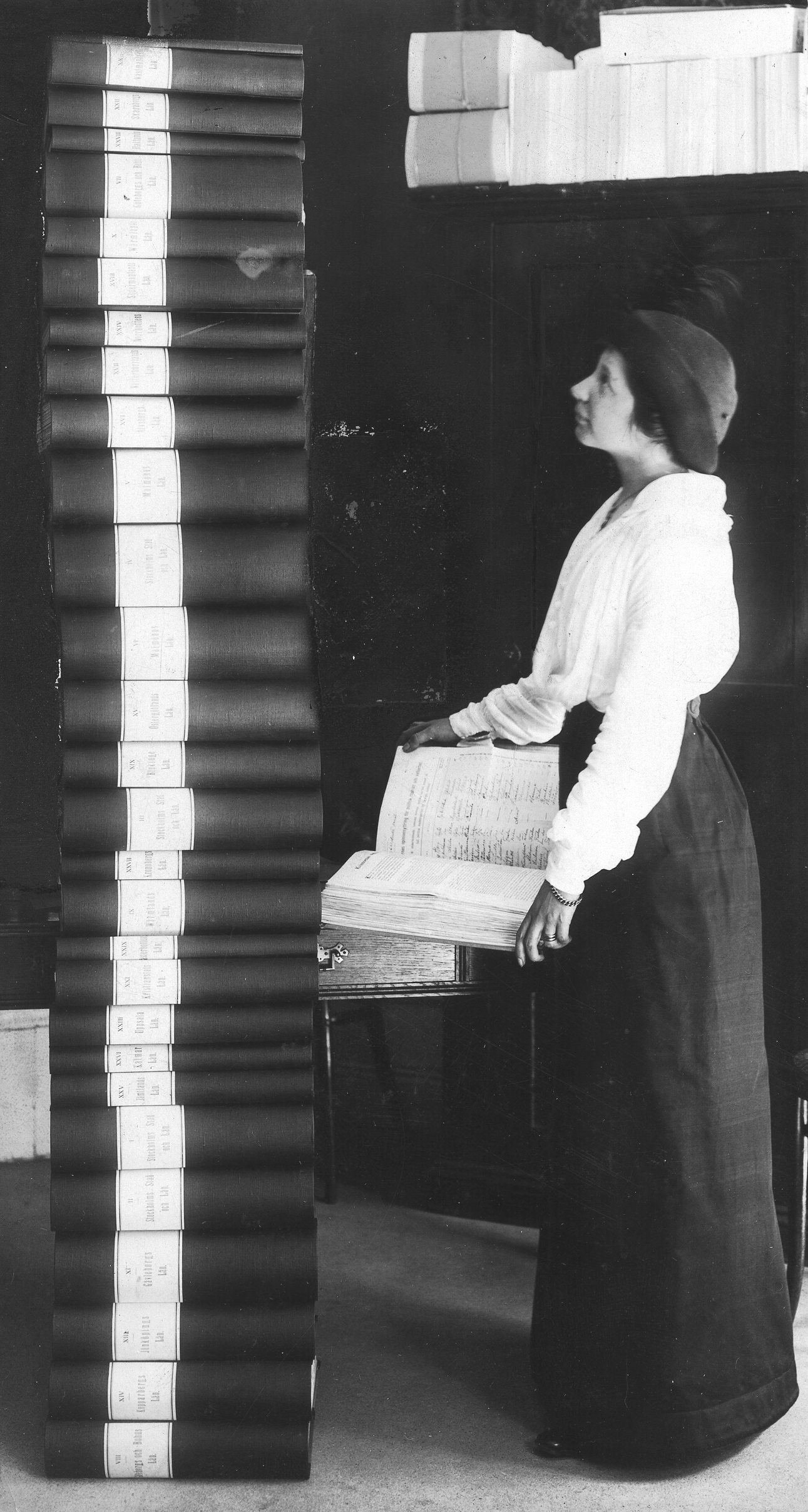
Elin Wägner med pärmar av insamlade underskrifter för kvinnlig rösträtt, 1914.

### Urtima riksdag och massaktion
Medan krisen i Europa stod på sin höjdpunkt våren 1918, i samband med centralmakternas sammanbrott och de därpå följande sociala oroligheterna i Öst- och Centraleuropa, sammankallades i Sverige en urtima riksdag, närmast för reglering uppåt av statstjänstemännens lönetillägg och för beslut om uppskov till följd av spanska sjukans härjningar, med vissa vapenövningar och årets rekrytinkallelse. Riksdagen öppnades den 30 oktober. Inom några dagar hade revolutionsrörelsen i utlandet gjort frågan om författningsrevision i Sverige aktuell. Den 6 november uttalade Hjalmar Branting i Social-Demokraten, att massorna i Sverige komme att tänka och handla under intrycket av vad som skedde runt omkring. Den 11 november offentliggjordes i Folkets Dagblad Politiken ett av socialdemokratiska vänsterpartiet med flera undertecknat upprop om massaktion - eventuellt genom storstrejk - till förmån för en radikal omgestaltning av statsskicket, republik, inkallande av en konstituerande nationalförsamling, och så vidare

### Rösträttsfrågan på riksdagen
Regeringen, som ämnat framlägga sina författningsförslag vid 1919 års riksdag, beslöt att ta initiativet genom att redan nu förelägga urtiman förslag om lika kommunal rösträtt för alla kommunalt skattskyldiga och om upphävande av bestämmelsen om rösträttens förlust vid utebliven skattebetalning, i vilket samband likväl skulle genomföras förbättrade former för indrivningen av utskylder. De nya bestämmelserna skulle snarast möjligt träda i kraft, varpå landstingen samt stads- och kommunalfullmäktige skulle upplösas och nyväljas. Vidare skulle vid riksdagen 1919 proposition framläggas om upphävande av det politiska skattestrecket, lindring av fattigvårdsstrecket och rösträtt för kvinnor, varjämte riksdagen skulle få utöva verksam kontroll över utrikespolitiken. Programmet offentliggjordes den 14 november i en kommuniké, som samma kväll föredrogs av Hjalmar Branting vid ett stort av Stockholms arbetarekommun anordnat möte. Följande dag fastställde socialdemokratiska partistyrelsen och landsorganisationens representantskap ett upprop, som anslöt sig till regeringens program med tillägg av kravet på lagstadgad 8 timmars arbetsdag. Den 17 november utsände riksdagens högerpartier ett uttalande, vari de förklarade sig villiga att medverka till lösningen av de uppgifter som världssituationen medfört, men samtidigt krävde otvungen prövning av författningsfrågan och dennas hänskjutande till folket, om lösning inte kunde uppnås vid urtiman. I ett upprop något senare accepterade Allmänna valmansförbundet den lika kommunala rösträtten och kvinnorösträtten, dock under förutsättning av fullgjord skatteplikt, varjämte bland annat krävdes högre ålder för urväljarna till första kammaren och införande i ökad utsträckning av kommunalfullmäktiginstitutionen. 

#### Innehållet i rösträttspropositionen
Propositionen är daterad 22 november. Vid remissdebatten yttrade Fredrik Vilhelm Thorsson att ett nej kunde driva den stora massan att söka sig utomparlamentariska medel, och  Hjalmar Branting varnade för oantagliga motkrav, som kunde framkalla en oemotståndlig storm. Propositionen hänvisades till ett särskilt riksdagsutskott med Hjalmar Branting som ordförande. Utskottet föreslog inte bara lika, utan även allmän kommunal rösträtt; å andra sidan bibehölls skattestrecket i så måtto att kommunalskattebetalning ett år av de sistförflutna tre uppställdes som villkor för rösträtt. Rösträttsåldern vid kommunala val höjdes till året efter fyllda 23 år och vid landstingsval till året efter fyllda 27. Uppgörelsen, som även inbegrep den revision av den politiska rösträtten som av regeringen ställts i utsikt till riksdagen 1919, skedde i samråd med regeringen och under principiell enighet mellan partierna. Den 17 december godkändes utskottsförslaget av första kammaren utan votering och av andra kammaren med stor röstövervikt. De ändringar i grundlagarna, om vilka enighet uppnåtts, antogs av riksdagen 1919 och definitivt 1921. Första kammarens ledamöter valdes för åtta år, i regel av landstingen, i stad som inte deltar i landsting av särskilt utsedda elektorer. För deltagande i val av elektorer fordrades samma ålder som vid landstingsval. Det politiska utskyldsstrecket avskaffades och fattigvårdsstrecket mildrades, rösträttsåldern vid val till andra kammaren sänktes till året efter fyllda 23, kvinnorna fick politisk rösträtt och valbarhet, äkta makar erhöll rätt att rösta för varandra, och fullmaktsröstning för sjömän med flera medgavs. För ökad parlamentarisk kontroll över utrikespolitiken inrättades samtidigt en av åtta ledamöter från vardera kammaren bestående utrikesnämnd, som ersatte det så kallade hemliga utskottet.
Kvinnor förblev, trots att de fick vissa positioner inom politiska sammanhang, fortfarande tämligen osynliga inom maktpositioner.

### Andra reformer
Regeringen beslöt att för den lagtima riksdagen 1919 lägga fram ett förslag om provisorisk minskning av övningstiden för de värnpliktiga, liksom även en lag om 8 timmars arbetsdag, men riksdagen, som ännu var sammansatt enligt de gamla bestämmelserna, avslog de kungliga propositionerna i dessa ämnen. Däremot godkände den en ny indelning av departementen, enligt vilken de båda försvarsdepartementen slogs samman, Civildepartementet delades i ett Social- och Kommunikationsdepartementet samt Handelsdepartementet upprättades. En för såväl folkskola och seminarier som läroverk gemensam Skolöverstyrelse inrättades. Inkomst- och förmögenhetsskatten bestämdes efter en glidande skala med en för varje år fastställd skatteprocent. Socialstyrelsens index blev norm för dyrtidstilläggen.

Sveriges statsministrar 1918-1939

## Lättnader i avspärrningen och regleringarna
Efter vapenstilleståndet den 11 november 1918 lättades den av ententemakterna anordnade ekonomiska avspärrningen successivt. De "svarta listorna" avskaffades i april 1919. Det så kallade stora handelsavtalet upphörde att gälla den 12 juli samma år och krigshandelslagen den 1 oktober samma år, medan däremot förfogande- och maximiprislagarna formellt förnyades till 1 mars 1921, lagen mot överlåtelse i vissa fall av svenskt fartyg till 1 mars 1923, ockerlagen till 1 juni 1923 och hyresstegringslagen till 1 oktober 1923. Regleringarna avvecklades i allmänhet under 1919 och kommissionerna utom Statens arbetslöshetskommission successivt under åren 1919–1922. Statens krigsförsäkringskommissions verksamhet visade ett överskott på 41 miljoner kronor, Folkhushållningskommissionen och Handelskommissionen lyckades slippa underskott, men till Industrikommissionen och Bränslekommissionen måste staten skjuta till över 5 respektive mer än 121 miljoner kronor.

## Valresultatet 1919
De kommunala representationerna och landstingen upplöstes, och val skedde efter de nya bestämmelserna 1919, varvid socialdemokraterna gick fram kraftigt på högerns bekostnad. Även första kammaren upplöstes, och nyvalen dit hösten 1919 medförde upphörandet av högermajoriteten; valda blev 38 högermän, 8 medlemmar av jordbrukarnas riksförbund, 11 av Bondeförbundet, 41 liberaler, 49 socialdemokrater och 3 vänstersocialister.

## Förkortad arbetstid
En urtima riksdag sammankallades till den 4 augusti 1919. Den antog en provisorisk lag - gällande till och med 1923 - om begränsning av arbetstiden till 48 timmar i veckan, men med undantag för bland annat jordbruket (jämför åttatimmardagen). Vidare beslöts om avveckling av spannmålsregleringen liksom även om en provisorisk minskning av de värnpliktigas övningstid. Det senare beslutet upprepades med vissa ändringar av riksdagarna 1920–1925. Minskningen var ett förberedande steg till den definitiva inskränkning av försvarsorganisationen, som särskilt vänsterpartierna ansåg möjlig med hänsyn till det nya utrikespolitiska läget. För utarbetande av förslag till ny härordning tillsatte regeringen i november 1919 en försvarsrevision under ordförandeskap av Herman Kvarnzelius.

## Förändringar i regeringen

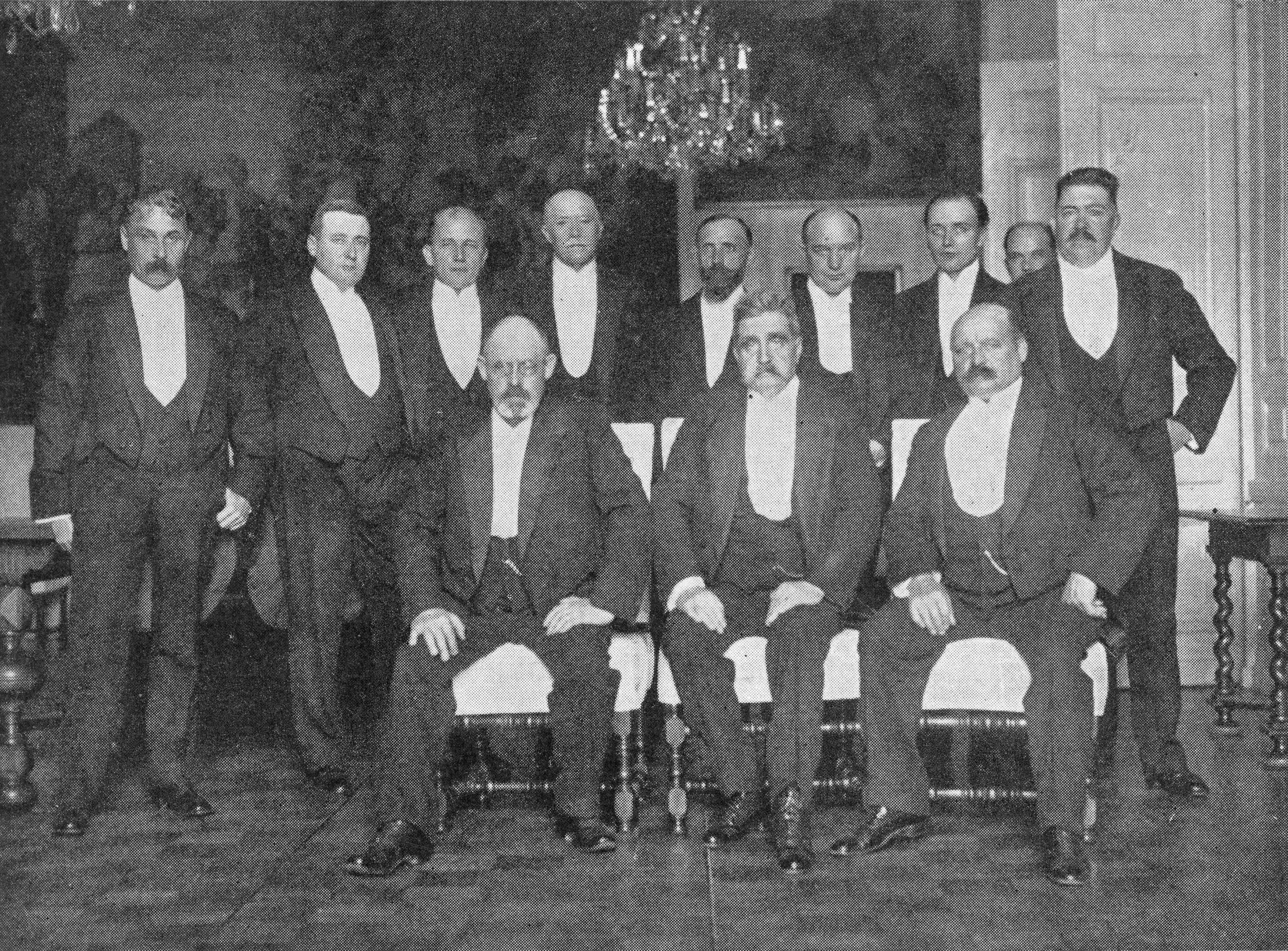
Rörelsen Den första socialdemokratiska regeringen bildades 10 mars 1920 och ombildades 30 juni. Statsminister Branting sitter i mitten.

I viss mån försvagades ministären genom Värner Rydéns och Axel Schottes utträde ur denna i slutet av 1919. Civilminister blev landshövding Fredrik Holmquist (liberal), ecklesiastikminister läroverksadjunkten Olof Olsson (socialdemokrat). Under riksdagen 1920 brast endräkten mellan de liberala och de socialdemokratiska statsråden på frågan om kommunal skattereform. Utbrottet av krisen uppsköts till dess riksdagen godkänt propositionen om Sveriges anslutning till Nationernas förbund, varefter koalitionsregeringen avgick. Hj. Branting (10 mars 1920–27 oktober 1920) blev statsminister och bildade Sveriges första rent socialdemokratiska ministär, i vilken Erik Palmstierna blev utrikes-, Östen Undén justitie-, redaktör Per Albin Hansson krigs- och Fredrik Vilhelm Thorsson finansminister. Regeringsskiftet ägde rum den 10 mars 1920. Under sommaren avgick Undén och efterträddes av häradshövding Assar Åkerman, och då samtidigt den nya indelningen av departementen trädde i kraft blev Per Albin Hansson försvars-, konsultativa statsrådet Rickard Sandler finans- och Fredrik Vilhelm Thorsson handelsminister.
Regeringen lyckades inte lösa kommunalskattefrågan vid riksdagen 1920, men kvarstod tills vidare, emedan Ålandsfrågan var akut. Riksbanken befriades ånyo från skyldigheten att inlösa sedlar med guld. Riksdagen antog en ny giftermålsbalk och flera i samband därmed stående äktenskapslagar, upphävde krigskonjunkturskatten och beslöt om inrättandet av ett riksräkenskapsverk. Under sommaren tillsatte regeringen en kommitté för socialiseringsfrågan, en för industriell demokrati och en för statskontroll över truster.

## Deflationskris
På hösten nåddes Sverige av den oerhörda ekonomiska kris med våldsamma prisfall, som var bakslaget efter krigsårens högkonjunktur. Exporten av trä, järn med mera lamslogs, samtidigt med att importen från valutasvaga länder ökade oerhört. Krisen nådde sin höjdpunkt 1921 och förlängdes genom Ruhrockupationen 1923. Dess efterverkningar, lågkonjunktur och arbetslöshet, tog flera år att övervinna.

## Högern framåt
| Ämbetsmannaministärens statsministrar : Louis De Geer och Oscar von Sydow. |  | Ämbetsmannaministärens statsministrar : Louis De Geer och Oscar von Sydow. |
| Ämbetsmannaministärens statsministrar : Louis De Geer och Oscar von Sydow. |  |                                                                            |

Andrakammarvalen 1920, som även de skedde enligt de gamla bestämmelserna, då de nya ännu inte blivit definitivt antagna, medförde vinster för högern och Bondeförbundet på vänsterpartiernas bekostnad. Hj. Branting föreslog liberalerna en regeringskoalition, men fick avslag, varefter ministären avgick. Den 27 oktober efterträddes den av en ämbetsmannaministär med landshövding Louis De Geer (27 oktober 1920–23 februari 1921) som statsminister, envoyén Herman Wrangel utrikes-, professor Birger Ekeberg justitie-, generalmajor Carl Gustaf Hammarskjöld försvars- och bankdirektör Henric Tamm finansminister. För att få budgeten att balansera lade ministären fram förslag om en kaffetull, som emellertid förkastades av riksdagen, varpå finansministern avgick, snart följd av statsministern. Övriga statsråd kvarstod emellertid, och ministären omorganiserades den 23 februari 1921 med landshöfding Oscar von Sydow (23 februari 1921–13 oktober 1921) som statsminister och direktör Jacob Beskow som finansminister. Riksdagen 1921 förkastade en proposition om viss ökning av de värnpliktigas övningstid, varpå försvarsministern avgick och efterträddes av kommendörkapten Otto Lybeck. Vid denna riksdag utsåg kamrarna själva för första gången talmän och vice talmän. Som vilande antogs förslag om värnpliktsstreckets avskaffande och om rådgivande folkomröstning. En ny konkurslag antogs. Dödsstraffet avskaffades (utom i krigslagen). Stora anslag beviljades till bekämpande av arbetslösheten. Omsättnings- och utskänkningsskatten på spritdrycker fördubblades. Regeringens förslag om höjning av industritullarna till skydd mot övermäktig utländsk konkurrens förkastades.

## Splittring bland kommunisterna
Socialdemokratiska vänsterpartiet splittrades i februari 1921 då partiet bytte namn till Sveriges kommunistiska parti. En minoritet gick ur partiet och bildade ett nytt parti med det gamla partinamnet. Vid samma tidpunkt beslöt det samma år Jordbrukarnas riksförbund att uppgå i Bondeförbundet.

## Första valen med nya rösträttsreglerna
Enligt överenskommelsen vid författningsrevisionen ägde nyval rum till såväl första som andra kammaren 1921. Väljarkåren till andra kammaren hade vuxit från 19,3 procent av folkmängden 1911 till 54,3 procent. De socialistiska partierna vann vid valen på de borgerligas bekostnad. Första och andra kammarens sammansättning blev 40 resp. 61 höger, 18 resp. 21 bondeförbundare, 38 resp. 41 liberaler, 50 resp. 93 socialdemokrater, 1 resp. 6 vänstersocialister och 1 resp. 7 kommunister samt 2 resp. 1 vildar. Regeringen avgick, och Hj. Branting (13 oktober 1921–19 april 1923) bildade som stats- och utrikesminister sin andra ministär med Assar Åkerman som justitie-, Per Albin Hansson  försvars-, Herman Lindqvist social- och Fredrik Vilhelm Thorsson finansminister. Ministärskiftet ägde rum den 13 oktober.
Riksdagen år 1922 beviljade stora anslag mot arbetslösheten, men redan nu yppade sig frågan, om understöd skulle lämnas till sådana arbetslösa som vägrade ta arbete i stället för strejkande eller på annat sätt i konflikt indragna arbetare.

## Relationerna med Sovjetstaten med mera

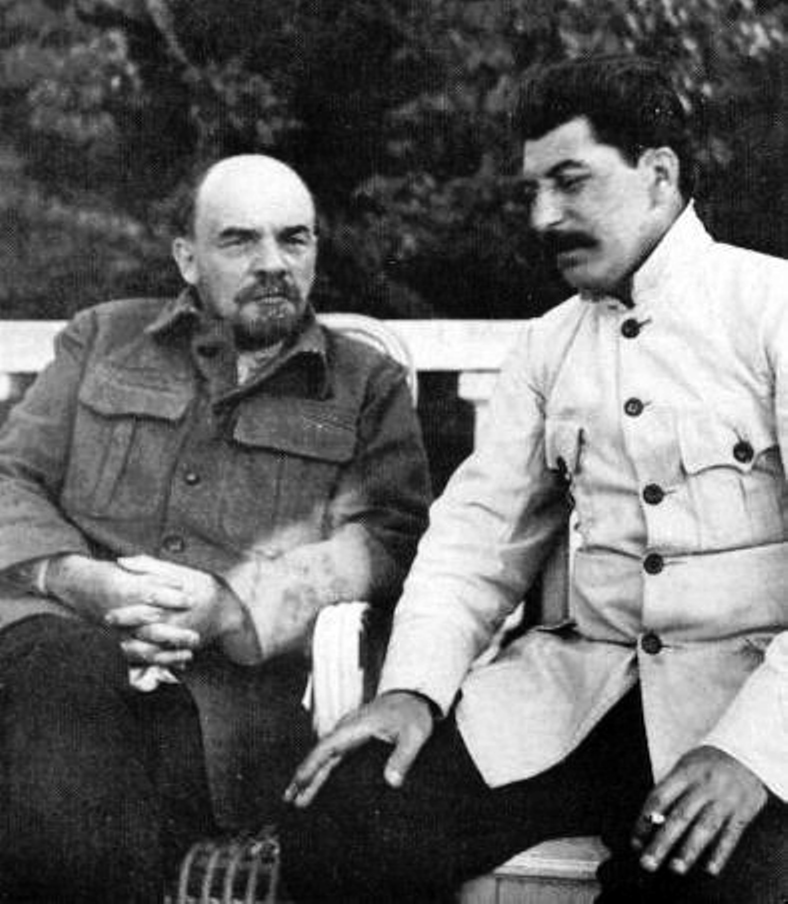
Lenin och Stalin, 1922.

I likhet med de flesta europeiska stater hade Sverige inte erkänt den ryska sovjetregeringen och följaktligen inte haft diplomatisk representation i Ryssland, men privata handelsavtal hade slutits mellan svenska och ryska korporationer, och önskvärdheten att fastare återknyta de ekonomiska förbindelserna med Ryssland föranledde regeringen att för riksdagen framlägga förslag om godkännande av ett handelsavtal med sovjetregeringen, men utan de jure-erkännande av denna och med förbehåll för skadeståndsanspråk. Emellertid avslog riksdagen propositionen. Samma öde rönte en proposition om rätt för Kungl.Maj:t att under vissa villkor och på tillstyrkan av en särskild valutanämnd antingen pålägga utländsk vara en valutaavgift, motsvarande högst 500 procent av tullen, eller tillämpa licenssystem. För att underlätta de bankrekonstruktioner, som blev en följd av den svåra ekonomiska krisen, medgav riksdagen tillhandahållandet åt AB Kreditkassan av år 1922 av en garantifond på 50 miljoner kronor). Grundlagsändringar om värnpliktsstreckets upphävande och om rådgivande folkomröstning godkändes definitivt, varvid det också beslöts att en sådan folkomröstning skulle ske i frågan om rusdrycksförbud. Denna ägde rum den 27 augusti samma år och gav en knapp majoritet mot förbudet. I slutet av året drogs på Thorssons initiativ en mängd kommittéer in.

## Strejk och regeringskris
På nyåret år 1923 bröt konflikter ut vid järnbruken samt sågverks- och pappersmasseindustrierna. Enligt gällande direktiv för arbetslöshetskommissionen drogs understöden in för omkr. 4 000 arbetare, vilka tillhörde dessa fack men till följd av längre arbetslöshet förut erhållit understöd. Regeringen föreslog riksdagen vissa ändringar i direktiven, särskilt därhän att understöd fortfarande skulle lämnas arbetare som redan varit arbetslösa i sex månader innan konflikt bröt ut inom deras fack. Propositionen, liksom även ett framställt sammanjämkningsförslag, föll i första kammaren. Regeringen avgick, och justitierådet Ernst Trygger (19 april 1923–18 oktober 1924) bildade en övervägande av högermän bestående ministär, där överståthållare Carl Hederstierna blev utrikesminister, Birger Ekeberg justitie-, landshövding Carl Malmroth försvars-, Jacob Beskow finans-, Sam Clason ecklesiastik- och professor Nils Wohlin (tillhörande Bondeförbundet) handelsminister. Regeringsskiftet ägde rum den 19 april.
Samma års riksdag förlängde med vissa ändringar arbetstidslagen på tre år, antog en ny skogsvårdslag liksom även vissa övergångsbestämmelser för hyreslagstiftningens avveckling samt beviljade medel för påbörjande av elektrifiering av statsbanan Stockholm-Göteborg.
I februari samma år anslöt sig det vänstersocialistiska partiet till socialdemokraterna. Däremot delade sig Frisinnade landsföreningen 27 maj i det förbudsvänliga Frisinnade folkpartiet med riksgäldsfullmäktigen Carl Gustaf Ekman och det förbudsfientliga Sveriges liberala parti med före detta statsrådet Eliel Löfgren som ledare.
Den 11 november avgick utrikesminister Hederstierna till följd av ett till förmån för ett försvarsförbund med Finland hållet tal, vilket framkallade kritik i vida kretsar och som inte heller gillades av hans kolleger i ministären. Ny utrikesminister blev friherre Erik Marks von Würtemberg.

## Försvarsbesluten
Regeringen koncentrerade sina krafter på frågan om en ny härorganisation. I mars 1923 hade försvarsrevisionen avgett sitt förslag, som i huvudsak gick ut på en reducering av armén från sex fördelningar till fyra, men med bibehållande av en relativt lång övningstid. Revisionens socialdemokratiska medlemmar hade reserverat sig till förmån för längre gående nedsättningar. Regeringens för riksdagen 1924 framlagda proposition om försvarsväsendets ordnande skilde sig i mycket från försvarsrevisionens förslag, övningstiden för infanteriet skulle vara 195 dagar (enligt 1914 års härordning 340, enligt provisoriet 165 och enligt försvarsrevisionens förslag 255) och för specialvapnen och studenter i allmänhet något längre. De sex arméfördelningarna samt Bodens och Gotlands trupper skulle bibehållas, två grenadjärregementen och den fristående kavallerifördelningen dras in, ett luftvärnsartilleriregemente och en stridsvagnsbataljon nybildas. Någon allmän flottplan lades inte fram. Förslaget åsyftade samförstånd, men lyckades inte vinna gehör. Vissa högermän ansåg att det innebar alltför stor nedsättning av försvarskraften, medan å andra sidan Bondeförbundets medlemmar ville sänka övningstiden och införa ett inlags indelningsverk; vänsterpartierna ansåg att möjlighet förelåg för en genomgripande nedskärning av försvarsorganisationen. Propositionen föll, men regeringen ville avvakta höstens val till andra kammaren och kvarstod därför.
Flera viktiga lagar eller lagändringar antogs av riksdagen 1924, bl.a. om underpartibeteckning å valsedlar vid val till andra kammaren (se riksdagsval), om förvärvande och förlust av svenskt medborgarskap (bl.a. upphävande av den s.k. 10-årslagen), om landsting, om ersättning för kommunala förtroendeuppdrag, om förmynderskap och om samhällets barnavård. Beslut fattades om återupptagande av sedelinlösningen med guld och definitiv återgång till guldmyntfoten.
Ett nytt handelsavtal med Sovjet godkändes, varefter Sverige erkände sovjetregeringen de jure och upptog de diplomatiska förbindelserna med denna. I augusti splittrades det kommunistiska partiet ytterligare en gång, då en minoritet ledd av Zeth Höglund bildade ett eget kommunistiskt parti (detta parti gick upp i det socialdemokratiska partiet 1926).

## Valen 1924
Vid valen till andra kammaren hösten 1924 valdes 65 höger, 23 bondeförbundare, 4 liberaler, 27 frisinnade samt 2 frisinnade vildar, 104 socialdemokrater, 1 högerkommunist och 4 vänsterkommunister. Då valen inte beredde regeringen större utsikter att genomföra sitt försvarsprogram avgick den, varpå Hj. Branting (18 oktober 1924–24 januari 1925) trädde i spetsen för sin tredje ministär med Östen Undén som utrikes-, revisionssekreteraren Torsten Nothin som justitie-, Per Albin Hansson som försvars-, redaktör Gustav Möller som social- och Fredrik Vilhelm Thorsson som finansminister. Redan i december insjuknade emellertid Hj. Branting, och den 24 januari 1925 utnämndes handelsminister R. Sandler också till statsminister, medan Hj. Branting kvarstod som konsultativt statsråd till sin död den 24 februari. R. Sandler lämnade då chefskapet för Handelsdepartementet. Fredrik Vilhelm Thorsson avled den 5 maj 1925 och efterträddes som finansminister av Ernst Wigforss, dittills konsultativt statsråd.

## Försvarsbeslutet i hamn
Huvudfrågan vid riksdagen 1925 var den nya regeringens förslag till försvarsväsendets ordnande, som med vissa jämkningar antogs av riksdagen och som innebar förverkligandet av vänsterpartiernas krav (se Sveriges försvar). Bland riksdagens beslut märktes för övrigt definitivt antagande av öppen omröstning i riksdagen, polislag, lag om etiskt samvetsömmas värnplikt, norrländska förbudslagens utsträckning till hela riket, lag om kontroll över monopol och truster samt en s.k. "bulvanlag". En lag om borgerlig begravning antogs av riksdagen, men blev inte i oförändrad form godkänd av det på hösten 1925 sammanträdande kyrkomötet och förföll till följd därav; ett modifierat regeringsförslag i ämnet förelades 1926 års riksdag.

## Utrikespolitiken i mitten av 1920-talet

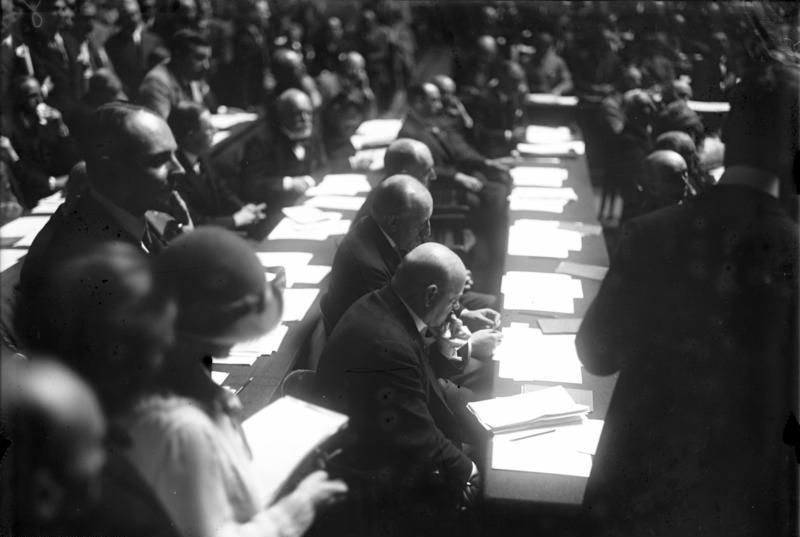
Möte vid Nationernas Förbund 1926.

Som tecken på det goda förhållandet mellan Sverige och Finland få betraktas president Lauri Kristian Relanders besök i Stockholm i juni 1925 samt kung Gustaf V:s och drottning Viktorias motbesök i Helsingfors i augusti samma år. Vid förhandlingarna i Genève I mars 1926 om Tysklands inträde i Nationernas förbund och dess erhållande av en permanent plats i förbundets råd motsatte sig Sverige anspråken från Brasilien, Polen och Spanien att jämväl erhålla ständiga rådsplatser och omöjliggjorde beslut i den av sistnämnda stater önskade riktningen. Så långt hade regeringen stödet av en enig svensk opinion. Under den kris, som uppstod i förhandlingarna, antydde emellertid utrikesminister Östen Undén att Sverige var villigt att för en uppgörelses åstadkommande ställa sitt eget temporära rådsmandat till förfogande, och formligt erbjudande framställdes härom, dock under förutsättning att ytterligare en icke permanent rådsmedlem ställde sin plats till disposition. Erbjudandet, som förföll, i det att frågorna om Tysklands inträde i förbundet och om rådets organisation uppsköts till september samma år, framkallade i Sverige skarp kritik mot regeringen och särskilt mot Undén såväl i riksdagen som i en stor del av pressen.

## Reformer inom socialpolitiken
Vid riksdagen 1926 framlade regeringen förslag rörande olika grenar av socialförsäkringen och om en permanent åttatimmarslag, men lyckades inte genomdriva dem. Arbetstidslagen förlängdes i stället provisoriskt på ytterligare fyra år. Justitieministerns underlåtenhet att åtala en kommunistisk skrift som spritts bland militären ådrog honom skarpt klander i kamrarna. Frågan om arbetslöshetsdirektiven blev avgörande för ministären Sandlers öde. I Stripakonflikten underkändes regeringens ståndpunkt av riksdagen, varvid C. G. Ekman liksom 1923 spelade en huvudroll. Ministären avgick, och C.G. Ekman (7 juni 1926–2 oktober 1928)  trädde i spetsen för en av i huvudsak frisinnade och av liberaler bestående regering. Stats- och finansminister blev C.G. Ekman, utrikesminister advokaten Eliel Löfgren, justitieminister professor Johan Thyrén, försvarsminister redaktör Gustav Rosén, handelsminister direktör Felix Hamrin och socialminister borgmästare Jakob Pettersson. Den 30 september samma år övertogs finansministerportföljen av konsultativa statsrådet Ernst Lyberg. Vid Nationernas förbunds församlingsmöte i september samma år undanbad sig Sverige återval till plats i rådet.

## Politiska händelser under 1930-talet

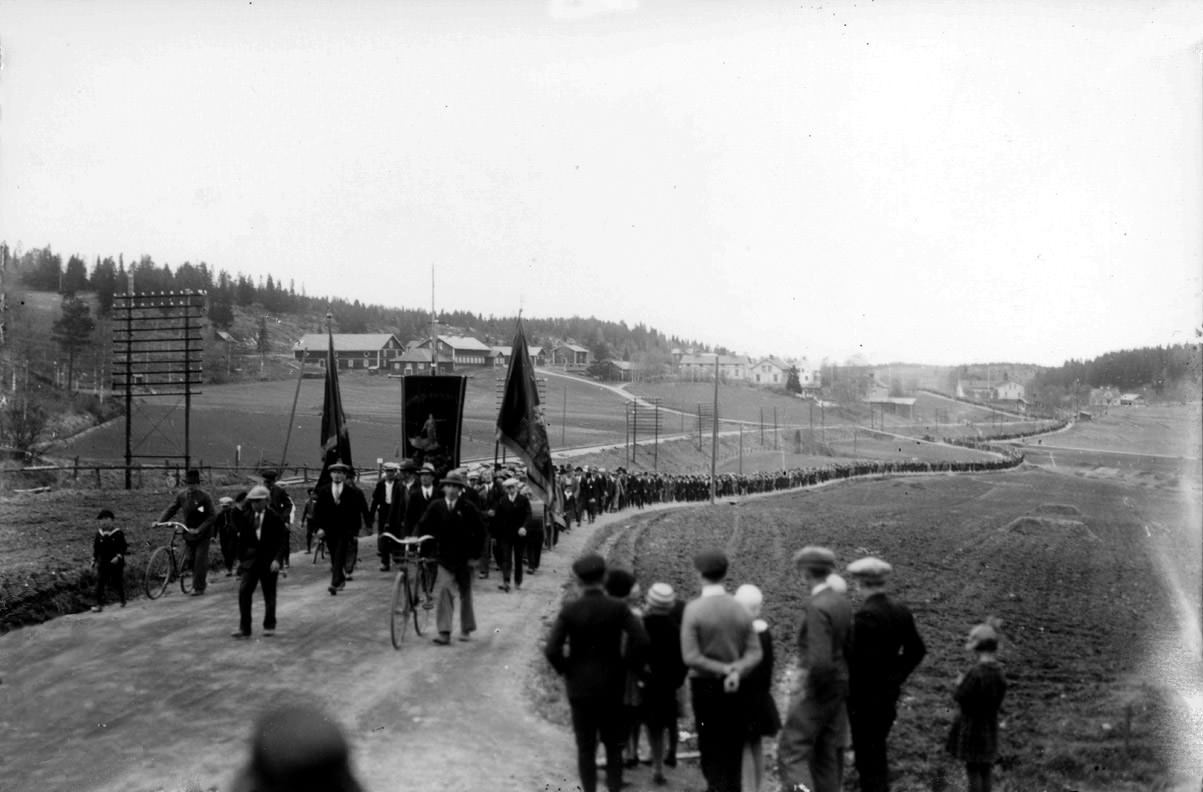
Ådalen 1931; tusentals demonstrerar till stöd för strejkande arbetare. Fem skjuts ihjäl, fem såras av militären. Händelsen fick omfattande politiska följder.

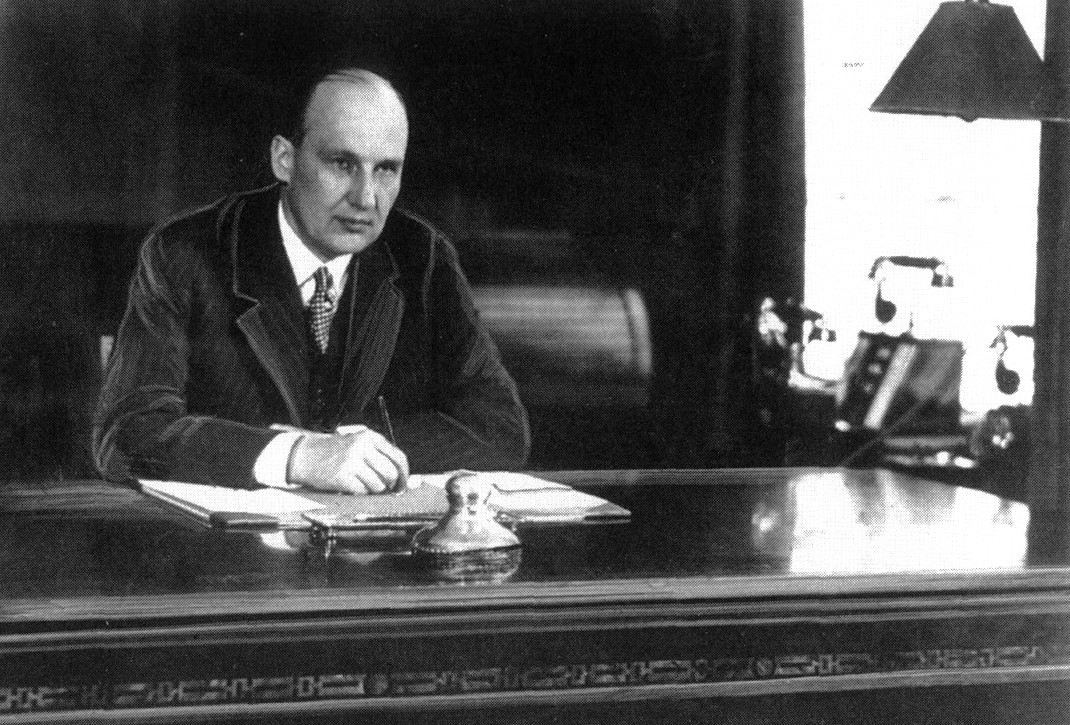
Ivar Kruger ca 1930. Börskraschen 1929 och Kreugerkraschen 1932 får allvarliga sociala och ekonomiska följder.

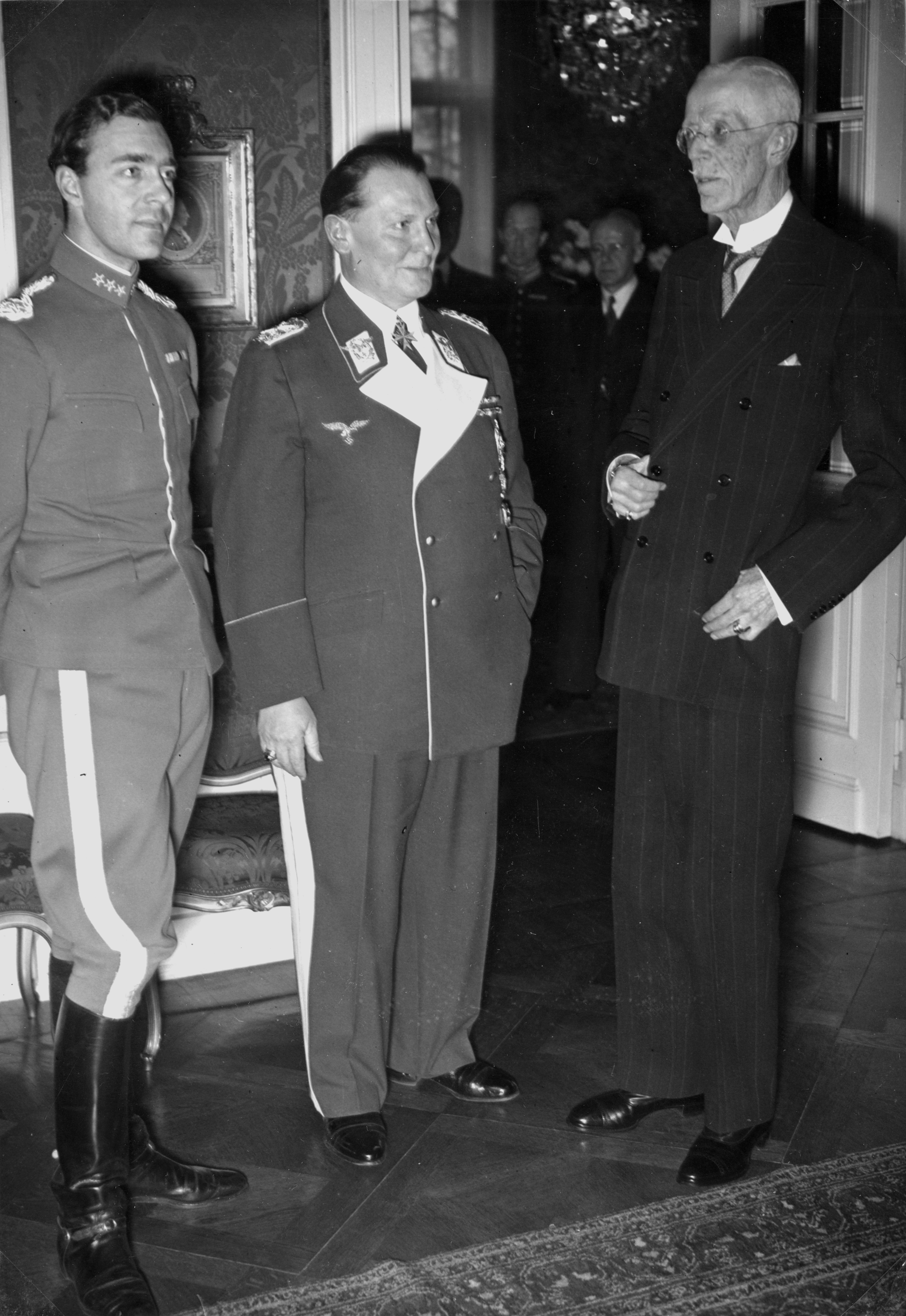
Prins Gustaf Adolf, Hermann Göring och Gustaf V i februari 1939. Bilden är tagen i samband med att den svenske kungen passerade Berlin på genomresa till Nice i Frankrike. Prins Gustaf Adolf, som vid tidpunkten befann sig i Berlin för ett idrottsevenemang passade på att träffa sin farfar samtidigt som Göring, som representant för den tyska regeringen, officiellt uppvaktade den genomresande statschefen.

Efter Brantings död 1925 hade P.A. Hansson utsetts till partiledare för socialdemokraterna. Då Liberalerna utträdde ur regeringen Ekman 1928 tog en högerregering under Arvid Lindman vid. Den politiska verksamheten dominerades alltjämt under 1930-talet av de sociala och ekonomiska frågorna. Bland annat beviljades statsunderstöd åt arbetslöshetsförsäkring och socialpolitiken fortsatte att byggas ut bland annat genom reform av folkpensioneringen. Den stora depressionen som spritt sig från USA till Europa drabbade även Sverige.
Vid den uppkomna jordbrukskrisen försökte Lindman införa omfattande stödåtgärder men misslyckades och avgick i juni 1930. C.G. Ekman bildade då åter regering, denna gång utan liberalt stöd. Den allmänna ekonomiska krisen drabbade nu även industrin, och den sociala oron ökade. Under Ådalskonflikten i maj 1931 ingrep militären mot demonstrerande arbetare vilket var en av de få blodiga händelserna i den svenska arbetarrörelsens historia. Detta år var Sverige även tvunget att åter lämna guldmyntfoten. Efter Kreugerkraschen som inträffade våren 1932 framkom att C.G. Ekman för Frisinnade folkpartiet fått finansiellt understöd av Ivar Kreuger. Hans försök att bortförklara det verkliga sakläget gjorde honom omöjlig som politiker varför han ersattes i augusti  som statsminister av F. Hamrin. 
Vid 1932 år val blev Bondeförbundet tredje största parti i andra kammaren och P.A Hansson blev statsminister i en rent socialdemokratisk regering. För att sätta fart på produktionen lade regeringen 1933 fram ett förslag att bekämpa arbetslösheten med omfattande statliga arbeten till fria marknadens löner och med andra åtgärder. Tillsammans med Bondeförbundet, vars partiledare var Axel Pehrsson-Bramstorp, genomfördes 1933 en krisuppgörelse, i dagligt tal kallad "kohandeln", då P.A Hansson bland annat accepterade en korporativ jordbrukspolitik med tullskydd för jordbruksprodukter.
Folkpartiet bildades 1934. Dess ledare blev först F. Hamrin men inom kort Gustaf Andersson i Rasjön. Som ledare för högern ersattes A. Lindman av Gösta Bagge.
1939 instiftades en lag som förbjöd att man gav kvinnor sparken på grund av graviditet eller giftermål. Detta föregreps av en statlig kommitté 1936 för att undersöka om kvinnors ökande deltagande i arbetsmarknaden skulle orsaka mer arbetslöshet bland män, vilket befanns inte vara fallet. Samtidigt fördes diskussioner kring kvinnans uppgift i samhället.
Det internationella läget under de följande åren gjorde åter försvarsfrågan aktuell. En ny försvarsordning antogs 1936 för att öka landets militära styrka. Bondeförbundet med Folkpartiet hade förenat sig om ett förslag till försvarsreform som gick utöver regeringens proposition och som vann riksdagens bifall. Samtidigt fälldes ett regeringsförslag i en folkpensioneringsfråga. Regeringen Hansson avgick nu, och A. Pehrsson-Bramstorp bildade i juni 1936 en ren bondeförbundsregering. Socialdemokraterna stärkte sin ställning på högerns bekostnad vid riksdagavalet samma år men de uppnådde inte full majoritet i andra kammaren. P.A. Hansson bildade då i september en koalitionsregering tillsammans med Bondeförbundet.
1 september 1939 utbröt andra världskriget.